# 32096 Puckett
32096 Puckett è un asteroide della fascia principale. Scoperto nel 2000, presenta un'orbita caratterizzata da un semiasse maggiore pari a 2,5482613 UA e da un'eccentricità di 0,1529562, inclinata di 2,44873° rispetto all'eclittica.